# 新北市政府文山區聯合服務中心
新北市政府文山區聯合服務中心（原臺北縣政府文山區聯合服務中心）是新北市政府的附屬機關，2009年11月10日成立，座落於新北市新店區北新路三段198號1樓（大坪林聯合開發大樓），2013年11月1日裁撤。
該中心主要服務新北市新店區、深坑區、石碇區、坪林區、烏來區等大文山地區（原日治時代文山郡）民眾，中心主任為管理人員，實際執行運作為新北市政府各局處代表人員。其主要任務在於替代新北市政府，以單一窗口方式加強地方服務。

## 設置目標
- 提供簡易且方便的學習環境。
- 提升弱勢族群與新住民學習電腦的能力。
- 與附近學校、社區結合數位學習。

## 業務單位
- 交通處：監理業務
- 建設處：經發業務
- 地政處：地政業務
- 國稅局：地方稅業務
- 社會處：社政業務
- 戶政處：戶政業務
- 經濟處：工商登記業務

## 外部連結
- 新北市政府文山區聯合服務中心
- 「臺北縣政府文山區聯合服務中心」實施計畫[永久]